# 349 km (przystanek Kolei Moskiewskiej)
349 km (ros. 349 км, остановочный пункт 349 км) – przystanek kolejowy w zachodniej Rosji, w osiedlu wiejskim Muryginskoje rejonu poczinkowskiego w obwodzie smoleńskim.

## Geografia
Przystanek położony jest 0,5 km od dieriewni Dołgomostje, 9,5 km od drogi federalnej R120 (Orzeł – Briańsk – Smoleńsk – Witebsk), 35 km od drogi magistralnej M1 «Białoruś», 27,5 km od Smoleńska.
Leży na linii Kolei Moskiewskiej Rosławl I – Kołodnia..

## Rozkład jazdy
2 razy dziennie kursują pociągi podmiejskie relacji Poczinok – Smoleńsk i Smoleńsk – Poczinok.